# BASTRO
BASTRO byla strojírenská společnost, zaměřující se na opravy důlních zařízení a výrobu pro báňský průmysl. Název vznikl zkrácením slovního spojeni Báňské strojírny.

## Historie
Po zřízení národního podniku Ostravskokarvinské kamenouhelné doly z jednotlivých znárodněných šachet vyvstala potřeba efektivní údržby důlních i povrchových strojů. Proto byla od 1. dubna 1949 ustanovena Správa ústředních dílen. Dne 31. prosince 1951 byla Správa ústředních dílen transformována na OKR, Ústřední dílny, národní podnik. Začalo slučování malých dílen, často těch, které byly znárodněny třetím právnickým osobám. OKR, Ústřední dílny, národní podnik měl dva závody:
- 01 – výzkumněvývojový závod
- 02 – závod montážní

## Báňské strojírny
Výnosem ministerstva hornictví ze dne 28. března 1967 byl podnik přejmenován na OKR – Báňské strojírny, národní podnik. Podnik řídil několik závodů.

### Závod 1, Ostrava-Radvanice
49°48′51″ s. š., 18°19′38″ v. d.
V roce 1961 byla zahájena výstavba nového závodu v Ostravě-Radvanicích; první provoz a ředitelství se nastěhovaly v roce 1965. Postupně byly navyšovány kapacity výrobního a renovačního střediska. V roce 1969 byla vybudována linka na opravu individuálních hydraulických stojek s kapacitou 20 tisíc stojek za rok. V roce 1976 byla uvedena do provozu linka na opravy posuvných výztuží s kapacitou 2500 sekcí ročně.

### Závod 3, Orlová
49°51′4″ s. š., 18°25′12″ v. d.
Závod v Orlové převzala Správa ústředních dílen v roce 1950 od firmy Ostroj, národní podnik, který závod provozoval od znárodnění v roce 1948. Správa ústředních dílen označila provozovnu jako Závod 8. V rámci OKR - Báňské strojírny byl podnik přejmenován na Závod 3. V roce 1964 v důsledku rozšířeni kapacity a specializace údržby nastává rozsáhlá výstavba: generální oprava staré strojírny, rekonstrukce bývalé budovy slévárny, dláždění nádvorních a průjezdových ploch, osvětlení nádvoří.
Provozovna byla založena před rokem 1914 pod názvem „Orlauer Maschinenfabrik Eisen- und Metallgiesserei G.m.b.H.“ Ve funkci konstruktéra zde po krátkou dobu pracoval Alois Vicherek, než začal budovat vojenskou kariéru a dosáhl hodnosti brigádní generál. Český tisk psal o Orlovské strojírně, oficiální název zněl „Orlovská strojírna, slévárna železa a kovů, s.r.o." V roce 1923 jednatelé Kurt Tieberger a ing. Emil Österreicher odmítli proplácet 10 slévačům ujednané mzdy. Slévači chtěli zorganizovat stávku všech 35 zaměstnanců. Ani v roce 1925 během stávek na Ostravsku neproběhla stávka všech zaměstnanců. V roce 1930 bylo propuštěno několik desítek zaměstnanců s odůvodněním, že není práce z důvodu nedostatečných objednávek. V roce 1935 byla výroba zastavena. Objevily se zprávy, že v opuštěném areálu by mohla být zahájena výroba automobilů. Nakonec si továrnu pronajal podnikatel Fritz, který ji provozoval až do konce 2. světové války. V roce 1945 byl podnik převeden pod národní správu a vystupoval pod jménem Orlovská strojírna, slévárna železa a kovů, s.r.o. Původního národního správce Mixu vystřídal správce Kalus. Dne 17. června 1949 byla Orlovská strojírna, slévárna železa a kovů, s.r.o vymazána z obchodního rejstříku.
Mezi menší podniky zařazené pod Správu ústředních dílen v roce 1950, resp. Závod 3 patřila i firma „Josef Kristl“. Josef Kristl inzeroval svou firmu jako „Sestrůjné dílny“, které se zabývaly elektrotechnickými a instalačními pracemi. Zabýval se výrobou rozprašovačů na kropení uhelného prachu. Později svou firmu prezentoval jako Strojírny a dílny žel. konstrukcí. Slévárna a kovárna.

### Závod 4, Petřvald
49°49′34″ s. š., 18°21′46″ v. d.
V roce 1974 byl u podniku zřízen Účelový závod, který začleněn do OKR – Báňské strojírny jako Závod 4. Úkolem závodu bylo rekvalifikovat pracovníky, kteří byli vyřazeni z dolu kvůli ZPS (Ztížené pracovní schopnosti). Závod prováděl generální opravy menších zařízení jako čerpadla, vrátky a nakladače. Závod sídlil v areálu bývalého dolu Hedvika v Petřvaldě.

### Odborné učiliště
49°49′31″ s. š., 18°16′22″ v. d.
Součástí podniku bylo i odborné učiliště s dílnami a internátem. Po dvacet let probíhala teoretická výuka v dočasných budovách, které byly vzdáleny jak od praktické výuky, tak i od ubytovacího zařízení. Do jedné budovy (ulice Na Jízdárně) se škola a internát sestěhovaly 1. září 1969. Praktická výuka probíhala v prostorách Závodu 1 v Ostravě-Radvanicích.

## Provozy
Přesun činností do velkého Závodu 1 přinesl v rámci OKR – Báňských strojíren, koncernový podnik, novou organizaci. Činnosti byly rozčleněny na organizační jednotky – provozy.
|          | Výrobní náplň                                                   | podíl na výrobě podniku |
| -------- | --------------------------------------------------------------- | ----------------------- |
| Provoz 1 | Výroba náhradních dílů                                          | 10 %                    |
| Provoz 2 | Generální opravy hydraulických stojek a výztuží                 | 40 %                    |
| Provoz 3 | Opravy vrtáků do uhlí a kamene, opravy korunek a nožů           | 5 %                     |
| Provoz 4 | Generální opravy vrátků, čerpadel, nakladačů                    | 3 %                     |
| Provoz 5 | Montáže a opravy technologických zařízení dolů a koksoven       | 19 %                    |
| Provoz 6 | Montáže a opravy elektrorozvodných a telekomunikačních zařízení | 23 %                    |

## Po roce 1990
Dne 1. července 1990 byl z k.p. Báňské strojírny, Ostrava vyčleněn o.z. Důlní mechanizace.
Změny ve společnosti po roce 1990 se odrazily i v transformaci podniku na akciovou společnost a několik změn názvu firmy.
|                                                              | zapsáno            | zrušení obchodní společnosti         | vymazáno           |
| ------------------------------------------------------------ | ------------------ | ------------------------------------ | ------------------ |
| BASTRO, akciová společnost                                   | 1. února 1993      |                                      | 15. října 1996     |
| OKD, BASTRO, akciová společnost                              | 15. října 1996     |                                      | 13. prosince 2001  |
| OKD, BASTRO, a.s.                                            | 13. prosince 2001  |                                      | 9. prosince 2008   |
| Bucyrus Czech Republic, a.s.                                 | 9. prosince 2008   |                                      | 17. dubna 2012     |
| Caterpillar Global Mining Czech Republic, a.s.               | 17. dubna 2012     |                                      | 11. listopadu 2016 |
| Caterpillar Global Mining Czech Republic, a.s. „v likvidaci" | 11. listopadu 2016 | 21. září 2016 (rozhodnutí akcionáře) | 5. dubna 2017      |

Všechny společnosti sídlily v Ostravě-Radvanicích na ulici Lihovarská 11. Na adrese Lihovarská 13 sídlí od 24. června 2022 společnost VP BASTRO s.r.o.
Bývalý závod 3 v Orlové vlastnila od roku 1991 firma Karimpex, s.r.o. Následně v roce 1996 firma Karimpex, a.s. O úpadku dlužníka Karimpex, a.s. bylo rozhodnuto na základě usnesení Krajského soudu v Ostravě ze dne 2. července 2009.[zdroj?] V roce 2022 do areálu v Orlové přesunula své sídlo a výrobní činnost společnost Ankra Steel, s.r.o.